# 基隆布
基隆布是巴西圣卡塔琳娜州的一个市镇。总面积279.279平方公里，总人口10871人，人口密度38.9人/平方公里。